# 9e Grammy Awards
De negende editie van de jaarlijkse uitreiking van de Grammy Awards vond plaats op 2 maart 1967 tijdens ceremonies die gelijktijdig werden gehouden in New York, Nashville, Chicago en Los Angeles.
Opvallend was het ontbreken van de Grammy voor Best New Artist (beste nieuwe artiest), die om onbekende redenen niet werd uitgereikt. (Een jaar later zou hij weer terugkeren). De R&B-categorie, waar tot dan toe slechts één Grammy viel te verdienen, werd uitgebreid tot drie prijzen.
Frank Sinatra was de grote winnaar. Drie verschillende titels van zijn hand wonnen prijzen: het nummer "Strangers in the Night" werd vier keer onderscheiden (twee keer voor Sinatra, één keer voor beste techniek en een voor beste arrangement); het album "Sinatra at the Sands" één keer (beste hoestekst) en het album "A Man and His Music" kreeg eveneens één Grammy, voor Album of the Year. De laatste Grammy betekende dat Frank de eerste artiest was die in twee opeenvolgende jaren de prijs voor Album of the Year kreeg, en dat hij de eerste was die deze prijs drie keer had gewonnen (hij had hem in 1959 ook al gekregen voor "Come Dance With Me"). Deze laatste prestatie is later nog een paar keer herhaald (door Paul Simon en Stevie Wonder), maar nog nooit overtroffen.
Er was ook succes voor Paul McCartney, die twee Grammy's won; één als medecomponist (met John Lennon) voor Michelle en één als beste zanger op Eleanor Rigby. Vreemd genoeg wonnen The Beatles als groep geen Grammy.
Eveneens twee Grammy's waren er voor Herb Alpert, die daarmee z'n vierde en vijfde Grammy in twee jaar tijd won. Ray Charles profiteerde van de nieuwe R&B-categorieën, want hij won nu twee Grammy's, terwijl hij in de jaren daarvoor telkens de toen enige R&B-categorie won. De country-hit Almost Persuaded van David Houston won drie Grammy's in de country-categorieën.
De filmmuziek uit Dr. Zhivago won twee Grammy's, terwijl sopraan Leontyne Price en komiek Bill Cosby hun respectievelijk vierde en derde opeenvolgende Grammy kregen in dezelfde categorie: beste klassieke zang en beste comedy-opname.

## Winnaars

### Algemeen
- Record of the Year
  - "Strangers in the Night" - Frank Sinatra (artiest), Jimmy Bowen (producer)
- Album of the Year
  - "A Man and his Music" - Frank Sinatra (artiest), Sonny Burke (producer)
- Song of the Year
  - John Lennon & Paul McCartney (componisten) voor "Michelle" (uitvoerenden: The Beatles)

### Pop
- Best Vocal Performance (zangeres)
  - "If He Walked Into My Life" - Eydie Gormé
- Best Vocal Performance (zanger)
  - "Strangers in the Night" - Frank Sinatra
- Best Vocal Performance (groep)
  - "A Man and a Woman" - Anita Kerr Singers
- Best Vocal Performance (koor)
  - "Somewhere My Love (Dr. Zhivago Theme)" - Ray Conniff Singers
- Best Instrumental Performance
  - "What Now My Love" - Herb Alpert & The Tijuana Brass
- Best Contemporary/R&R Solo Vocal Performance (Beste eigentijdse/rock-'n-roll uitvoering door een solozanger[es])
  - "Eleanor Rigby - Paul McCartney (uitvoerenden: The Beatles)
- Best Contemporary/R&R Group Performance
  - "Monday, Monday" - The Mamas and the Papas
- Best Contemporary/R&R Recording
  - "Winchester Cathedral" - The New Vaudeville Band

### Country
- Best Country & Western Vocal Performance (zangeres)
  - "Don't Touch Me"  - Jeannie Seely
- Best Country & Western Vocal Performance (zanger)
  - "Almost Persuaded - David Houston
- Best Country & Western Recording
  - "Almost Persuaded" - David Houston
- Best Country & Western Song
  - Billy Sherrill & Glenn Sutton (componisten) voor "Almost Persuaded", uitgevoerd door David Houston

### R&B
- Best R&B Solo Vocal Performance (Beste solo-uitvoering van een zanger[es])
  - "Crying Time" - Ray Charles
- Best R&B Group Performance
  - "Hold It Right There" - Ramsey Lewis Trio
- Best R&B Recording
  - "Crying Time" - Ray Charles

### Folk
- Best Folk Recording
  - "Blues in the Street" - Cortelia Clark

### Gospel
- Best Sacred Recording (Beste religieuze opname)
  - "Grand Old Gospel" - Porter Wagoner & the Blackwood Brothers

### Jazz
- Best Instrumental Jazz Performance (groep, of groep met solist)
  - "Goin' Out Of My Head" - Wes Montgomery
- Best Original Jazz Composition
  - "In The Beginning God" - Duke Ellington

### Klassieke muziek
De vetgedrukte namen ontvingen de Grammy. Begeleidende orkesten en andere uitvoerenden die niet in aanmerking kwamen voor een Grammy zijn in kleine letters vermeld
- Best Classical Performance (orkest)
  - "Mahler: Symphony No. 6 in A Minor" - Erich Leinsdorf (dirigent)
  - Boston Symphony Orchestra
- Best Classical Performance (vocale solist[e])
  - "Prima Donna (Works of Barber, Purcell, etc.)" - Leontyne Price
  - Francesco Molinari-Pradelli (dirigent); The RCA Italiana Opera Orchestra
- Best Opera Recording
  - "Wagner: Die Walkure" - Georg Solti (dirigent)
  - Regine Crespin, Hans Hotter, James King, Christa Ludwig, Birgit Nilsson (solisten); Wiener Philharmoniker
- Best Classical Performance (koor)
  - "Ives: Music For Chorus" - George Bragg (dirigent) & Gregg Smith (koordirigent)
  - The Gregg Smith Singers, The Ithaca College Concert Choir, The Texas Boys Choir & The Columbia Chamber Orchestra

en
- - "Handel: Messiah" - Robert Shaw (dirigent)
  - Robert Shaw Orchestra & Chorale
- Best Classical Performance (instrumentale of vocale solist[e])
  - "Baroque Guitar" - Julian Bream
- Best Chamber Music Performance (Beste kamermuziek)
  - "Works of Mozart, Brahms, Beethoven, Fine, Copland, Carter, Piston" - The Boston Symphony Chamber Players
- Album of the Year (Classical)
  - "Ives: Symphony No. 1 in D Minor" - Morton Gould (dirigent), Howard Scott (producer)
  - Chicago Symphony Orchestra

### Kinderrepertoire
- Best Recording for Children
  - "Dr. Seuss Presents: 'If I Ran the Zoo'  and 'Sleep Book'" - Marvin Miller

### Comedy
- Best Comedy Performance
  - "Wonderfulness" - Bill Cosby

### Composing & Arranging (Compositie & Arrangementen)
- Best Instrumental Theme
  - Neal Hefti (componist) voor "Batman Theme"
- Best Original Score Written for a Motion Picture or TV Show (Beste originele muziek voor een film of tv-show)
  - Maurice Jarre (componist) voor "Dr. Zhivago"
- Best Instrumental Arrangement
  - Herb Alpert (arrangeur) voor "What Now My Love", uitgevoerd door Herb Alpert & The Tijuana Brass
- Best Arrangement Accompanying a Vocalist or Instrumentalist (Beste begeleidend arrangement voor lied met zang)
  - Ernie Freeman (arrangeur) voor "Strangers in the Night", uitgevoerd door Frank Sinatra

### Musical
- Best Score from an Original Cast Album (Beste muziek uit een show, uitgevoerd door de originele cast)
  - Jerry Herman (componist) voor "Mame"

### Hoezen
- Best Album Cover (ontwerp)
  - Klaus Voormann (ontwerper) voor "Revolver", uitgevoerd door The Beatles
- Best Album Cover (fotografie)
  - Robert M. Jones (ontwerp) & Les Leverette (fotografie) voor "Confessions of a Broken Man", uitgevoerd door Porter Wagoner
- Best Album Notes (Beste hoestekst)
  - Stan Cornyn (schrijver) voor "Sinatra at the Sands", uitgevoerd door Frank Sinatra

### Production & Engineering (Productie & Techniek)
- Best Engineered Recording (non-Classical)
  - Eddie Brackett & Lee Herschberg (technici) voor "Strangers in the Night", uitgevoerd door Frank Sinatra
- Best Engineered Recording (Classical)
  - Anthony Salvatore (technicus) voor "Wagner: Lohengrin", uitgevoerd door Erich Leinsdorf (dirigent), Pro Musica Chorus & Boston Symphony Orchestra

### Gesproken Woord
- Best Spoken Word Recording
  - "Edward R. Murrow - A Reporter Remembers, Vol. 1: The War Years"  - Edward R. Murrow